# Tatort: Wehrlos
Wehrlos ist ein Fernsehfilm aus der Krimireihe Tatort, der erstmals am 23. April 2017 im ORF, im Ersten und im SRF 1 ausgestrahlt wurde. Es ist die 1020. Folge der Reihe, der 40. Fall des österreichischen Ermittlers Moritz Eisner und der 16. gemeinsame Fall des Ermittlerteams Eisner/Fellner.

## Handlung
Während eines nächtlichen Einbruchs wird der Einbrecher von zwei Schüssen in der Nachbarschaft aufgeschreckt. Bei seiner Flucht entdeckt er in einem Nachbarhaus eine Leiche. Bibi Fellner ist gerade dabei, sich bei der Online-Singlebörse „Lonely Hearts“ mit echtem Namen zu registrieren, als sie zu einem Einsatz gerufen wird. Moritz Eisner ist telefonisch nicht zu erreichen, daher fährt sie zu seiner Wohnung, allerdings öffnet zu ihrer Überraschung nicht Eisner die Tür, sondern seine neue Freundin Samy Graf. Am Tatort eingetroffen werden Eisner und Fellner informiert, dass es zwei Leichen gibt, bei denen es sich um Peter Kralicek, Chef der Wiener Polizeischule, und dessen Ehefrau Elena handelt. Die Ermittler gehen zunächst von einem Ehedrama aus, bei dem Kralicek zuerst seine Frau erschlagen und anschließend mit seiner Dienstwaffe Selbstmord begangen hat. Am Tatort kommt es zwischen Fellner und Eisner zu einer lautstarken Auseinandersetzung, da Fellner der Meinung ist, als enger Kollege hätte Eisner ihr von seiner Beziehung mit Samy erzählen müssen.
Die ballistischen Untersuchungen ergeben, dass das Projektil, das Peter Kralicek tötete, nicht aus dessen Dienstwaffe stammt. Somit haben es die Ermittler nicht nur mit einem Ehedrama zu tun, sondern mit Mord. Bei der Munition handelt es sich um ein spezielles Fabrikat, zu dem nur wenige Polizeiangehörige Zugang haben. Der Täter ist somit in den eigenen Reihen zu suchen. Nachbarn geben an, nicht nur einen, sondern zwei Schüsse gehört zu haben. Allerdings konnte die Spurensicherung nur ein Projektil sicherstellen, daher gehen die Ermittler davon aus, dass Peter Kralicek zuerst auf seinen Mörder feuerte, bevor er selbst tödlich getroffen wurde.
Ernst Rauter nimmt den Streit zwischen Fellner und Eisner vor dem gesamten Team am Tatort zum Anlass, um verdeckt zu ermitteln: Fellner soll im Zuge eines neuerlichen, diesmal inszenierten Streites kündigen und sich in die Polizeischule versetzen lassen. Sie wird Thomas Nowak als kommissarische Leiterin der Schule vorgesetzt, der davon wenig begeistert ist. Schon bald wird sie systematisch von ihm gemobbt; so findet sich etwa ein Ausdruck ihres Profiles bei der Singlebörse „Lonely Hearts“ am Schwarzen Brett, im Autohandschuhfach der trockenen Alkoholikerin finden sich kleine Schnapsflaschen und in der Schreibtischschublade ein Flachmann. Als Fellner herausfindet, dass Nowak ein Verhältnis mit der Polizeischülerin Katja Humbold hat, revanchiert er sich umgehend und versucht sie zu denunzieren und behauptet, Fellner habe ein Verhältnis mit einem unterstellten Polizisten. Dabei hatte sie nur einen Kollegen bei sich übernachten lassen, der sich wegen einer Ehekrise nicht nach Hause getraut hatte.
Zwischenzeitlich entdeckt Eisners mitarbeitender Kollege Manfred Schimpf eine Drohung per SMS im Handy der Toten, die aber nicht für sie, sondern für ihren Mann bestimmt war und die letztendlich der Auslöser für den eskalierenden Ehestreit war. Elena Kralicek hatte sich im Lokal „Romanticka“ hinter dem Rücken ihres Mannes mit den Absendern der Nachricht mit dem Spitznamen „Bonnie und Clyde“ getroffen. Von Inkasso-Heinzi, Fellners Kontakt aus ihrer Zeit bei der Sitte, der das „Romanticka“ betreibt, kommt der Tipp, dass es sich dabei um die „depperte Bonny“ und den „süßen Clyde“ – mit richtigem Namen Daniela und Florian Maurer – handeln dürfte. Er hatte das Treffen der drei miterlebt und festgestellt, dass „Bonnie und Clyde“ die Frau erpressen wollten, die dann aber das Lokal überstürzt verlassen hatte. Daniela Maurer sitzt inzwischen wegen Hehlerei in Untersuchungshaft und Moritz Eisner erfährt von ihr, dass Florian vor einiger Zeit in Kraliceks Haus eingebrochen war und dort unter anderem ein Notebook gestohlen hatte. Auf diesem befanden sich Videos, mit denen die beiden Kralicek erpressen wollten. Allerdings ist das Gerät spurlos aus der Asservatenkammer verschwunden, wo es als Diebesgut nach Danielas Festnahme deponiert worden war.
Somit gerät Nowak mehr und mehr unter Verdacht, zumal er so viel Energie darauf verwendet, Fellner zu denunzieren, um sie wieder loszuwerden, was ihn zusätzlich verdächtig macht. Fellner lässt seine Dienstwaffe untersuchen, doch ist der Schusstest negativ. Nur wenig später wird Nowak erschossen in seinem Auto aufgefunden. Das nehmen mehrere Schüler zum Anlass, um zu erzählen, was wirklich in der Polizeischule geschah und mit welchen Mitteln ihre Ausbilder sie unter Druck gesetzt hatten. Da viele dieser Erniedrigungen sogar von ihren Ausbildern gefilmt wurden, erhalten die Ermittler einen optischen Eindruck dieser Grausamkeiten.
Obwohl Kraliceks Notebook verschwunden bleibt, existiert ein Datenstick, auf dem Florian Maurer die Videos gesichert hatte. Auf diesen Videos sind Nowak und Kralicek mit Polizeischülern bei brutalen Sexspielen zu sehen, darunter die Polizeischülerin Katja Humbold und der Polizeischüler Tobias Pohl. Pohl war bei einem Autounfall ums Leben gekommen und Katja Humbold ist sich sicher, dass er den Unfall aufgrund der psychischen Belastung selbst verursacht hatte. Eisner zieht nun Rückschlüsse, da Tobias Pohl der Sohn seines Polizeikollegen Stefan Pohl ist. Er stellt Pohl zur Rede und erfährt von ihm, dass er die Videos mit seinem Sohn auf dem Notebook entdeckt hatte, als er im Rahmen seiner Arbeit den Besitzer des Gerätes ermitteln wollte. Er gesteht, Kralicek ermordet zu haben, um seinen Sohn zu rächen. Bei dieser Auseinandersetzung wurde er von einem Schuss in den Bauch getroffen, was er die ganze Zeit geschickt verheimlichen konnte. Er gibt jedoch an, den Mord an Nowak nicht begangen zu haben. Die für diesen Mord verantwortliche Katja Humbold wird von Eisner und Fellner erhängt aufgefunden.

## Produktion
Gedreht wurde der 16. gemeinsame Tatort-Fall von Eisner und Fellner vom 30. März bis zum 26. April 2016 in Wien und Umgebung. Produziert wurde diese Tatort-Folge von der Gebhardt Productions GmbH. Für CopStories-Regisseur Christopher Schier war dies der erste Film aus der Reihe Tatort, für Drehbuchautor Uli Brée nach Vergeltung, Ausgelöscht, Abgründe, Paradies und Sternschnuppe der sechste Film der Reihe. Ruth Brauer-Kvam war bereits in der Folge Sternschnuppe in der Rolle der Samy Graf zu sehen.

## Rezeption

### Kritiken
Thomas Gehringer bezeichnete den Film bei Tittelbach.tv als „krassen“ Tatort-Fall mit „österreichisch-garstiger Komik“ in der ersten Film-Hälfte, der zunehmend ins Ernsthafte kippe. Manches sei vorhersehbar, allerdings überzeugten Drehbuch und Regie „mit einer Dramaturgie, die die Beklemmung allmählich steigert und die Tragödie konsequent zu Ende erzählt.“

„Dieser ‚Tatort‘ […] ist zwar etwas grob gestrickt, aber die Figur Fellner wird klug eingesetzt. Ist sie doch der perfekte Gegenentwurf zu dem aggressiven Testosteron-Stenz Nowak, und zwar nicht etwa deshalb, weil sie auf ihn mit ebenso aggressiver Östrogen-Gegenwehr reagiert, sondern weil ihr Auftreten ambivalenter, aber auch effizienter ist.“

### Einschaltquoten
Die Erstausstrahlung von Wehrlos am 23. April 2017 wurde in Deutschland von 9,34 Millionen Zuschauern gesehen und erreichte einen Marktanteil von 24,7 % für Das Erste. Im ORF wurde die Erstausstrahlung von durchschnittlich 923.000 Sehern verfolgt, der Marktanteil lag bei 27 Prozent. In der Schweiz wurde der Tatort auf SRF 1 von 414.000 Zuschauern geschaut und erreichte einen Marktanteil von 22,1 %.

### Kontroverse
Nach einer Reihe von Beschwerden aus Kreisen der Exekutive nach Ausstrahlung dieser Tatort-Folge schrieb der Gewerkschafter Reinhard Zimmermann von der Fraktion Christlicher Gewerkschafter einen Brief an ORF-Generaldirektor Alexander Wrabetz, in dem er die österreichischen Folgen aus der Reihe Tatort kritisierte. Demnach würde die Polizeiarbeit in vielen Punkten unrichtig wiedergegeben, die deutschen Folgen seien der Realität weitaus näher. Zimmermann forderte für seine Kollegen eine wahrheitsgetreue Darstellung des Berufsstandes. Der ORF reagierte mit einer schriftlichen Stellungnahme, in der betont wurde, dass es sich um keine detailgetreue Wiedergabe der Polizeirealität, sondern um ein fiktionales Programm handle.